# Dios (音楽グループ)
Dios（ディオス）は、日本のバンド。ボーカルのたなか、ギタリストのIchika Nito、キーボードのササノマリイの3人で活動。所属事務所はアミューズ。

## 概要
ぼくのりりっくぼうよみの活動を辞職し、インターネットで主に活動するたなかとイギリスのギター誌『Total Guitar』の読者が選んだ「史上最高のギタリスト100選」内の「現代のギタリスト10選」で8位にランクインし、インストバンドのichikoroで活動するギタリストIchikaNito、シンガーソングライターやトラックメイカーとして活動し、ぼくのりりっくぼうよみでトラックも手がけたササノマリイによって2021年に結成されたバンド。
結成のきっかけは2019年12月に行ったアニソンをカバーするイベント「birthplace」で、たなかとIchikaNitoが共演し、食事に行った時に互いに意気投合したことによる。ユニットかバンドでやるか迷っていたときに、ササノマリイに声をかけ、全員が一人二役以上のことをこなせるバンドとなった。
グループ名の由来はたなかが好きな漫画である『ジョジョの奇妙な冒険』に登場するディオと、ギリシャ神話の葡萄酒や豊穣、陶酔、酩酊の神のディオニュソス神から名付けられた。たなかはグループ名に込めた意味として「つまり誰がいつ聴いてもいいもの、固定された魅力、美しさがあるってよりは、その場その場で揺らいでしまうようなものを毎分毎秒作っていたい」と語った。

## 略歴
- 2021年
  - 3月31日 バンド結成の発表と同時に1stシングルの「逃避行」を配信リリース[4]。
  - 8月18日 LINE NEWS VISION 2周年記念ドラマ『上下関係』の主題歌である「劇場」を配信リリース。7月29日にはラジオ局のJ-WAVE（81.3FM）の番組「STEP ONE」にて先行オンエアされた[6]。
  - 10月12日 テレビ東京の『プレミアMelodiX!』に出演。「劇場」を披露[7]。
  - 11月26日 huluオリジナル「未来世紀SHIBUYA」の主題歌である「ダークルーム」をドラマ配信日に公開[8]。
  - 12月23日 初のワンマンライブ「DAWN」が東京の渋谷WWWXで開催される[4]。

- 2022年
  - 5月25日 MBSドラマ特区『教祖のムスメ』主題歌である「断面」を配信リリース[9]
  - 6月11日 『オールナイトニッポン0(ZERO)』に出演。目立たずどんなシチュエーションにもハマるたなかという苗字の最強の可能性を考える「たなか最強説」や電話を繋いでリスナーを寝落ちさせるのを試みる「深夜の寝落ちテレフォン」、『ジョジョの奇妙な冒険』の有名な「無駄無駄無駄…」というセリフにリンクしてリスナーの無駄だと思うものを募集した「Dios ザ・ワールド」を企画した[10]。
  - 6月29日 ”音楽を聴いた時にだけ立ち現れる幻の城”をコンセプトとし制作したアルバム『CASTLE』をリリース[11][12]。初回限定盤には、1stワンマンライブの「DAWN」とライブを振り返るオーディオコメンタリーも収録される[11]。
  - 7月12日 テレビ東京の『プレミアMelodiX!』に出演。「Virtual Castle」を披露[13]。
  - 夏 1st Tour「CASTLE"」を大阪、東京、北海道、福岡県で開催される[14]。

- 2023年
  - 2月15日 史上初となるインタラクティブバーチャル空間の「CASTLE WORLD」を公開。「CASTLE WORLD」の空間では来場者がさまざまなスペースを閲覧できる[15]。1stアルバム「CASTLE」から選ばれた5曲を国内外で活躍するTommg、banvox、Kan Sano、Tennyson、NYKの5名のアーティストにより新たにリミックスされたEP『Re:CASTLE』をリリース[16]。
  - 春 Billboardライブ公演である『CASTLE/Re:BUILD』を神奈川、大阪、東京で開催[17]。
  - 9月6日 「自分自身と向き合い、立ち止まりたい衝動に抗いながら走り抜ける」という思いが込められた2ndアルバム『＆疾走』をリリース[18]。

## ディスコグラフィ

### 配信限定シングル
|      | 配信日 | 配信日   | タイトル            | 規格                   | 収録アルバム |
|      | 年     | 月日     | タイトル            | 規格                   | 収録アルバム |
| ---- | ------ | -------- | ------------------- | ---------------------- | ------------ |
| 1st  | 2021年 | 3月31日  | 逃避行              | デジタル・ダウンロード | CASTLE       |
| 2nd  | 2021年 | 5月26日  | 鬼よ                | デジタル・ダウンロード | CASTLE       |
| 3rd  | 2021年 | 7月2日   | 裏切りについて      | デジタル・ダウンロード | ＆疾走       |
| 4th  | 2021年 | 8月18日  | 劇場                | デジタル・ダウンロード | CASTLE       |
| 5th  | 2021年 | 11月26日 | ダークルーム        | デジタル・ダウンロード | CASTLE       |
| 6th  | 2022年 | 3月31日  | 紙飛行機            | デジタル・ダウンロード | CASTLE       |
| 7th  | 2022年 | 4月27日  | Bloom               | デジタル・ダウンロード | CASTLE       |
| 8th  | 2022年 | 5月25日  | 断面                | デジタル・ダウンロード | CASTLE       |
| 9th  | 2022年 | 6月1日   | Virtual Castle      | デジタル・ダウンロード | CASTLE       |
| 10th | 2022年 | 11月23日 | 劇場 Kan Sano Remix | デジタル・ダウンロード | Re:CASTLE    |
| 11th | 2022年 | 12月14日 | Bloom Tomggg Remix  | デジタル・ダウンロード | Re:CASTLE    |
| 12th | 2023年 | 1月11日  | 断面 Tennyson Remix | デジタル・ダウンロード | Re:CASTLE    |
| 13th | 2023年 | 4月26日  | ラブレス            | デジタル・ダウンロード | ＆疾走       |
| 14th | 2023年 | 6月14日  | アンダーグラウンド  | デジタル・ダウンロード | ＆疾走       |
| 15th | 2023年 | 11月15日 | スタンダロン        | デジタル・ダウンロード | ＆疾走       |
| 16th | 2024年 | 4月3日   | トロイ feat.Daoko   | デジタル・ダウンロード | ガソリンEP   |
| 17th | 2024年 | 8月14日  | My Gasoline         | デジタル・ダウンロード | ガソリンEP   |
| 18th | 2024年 | 9月18日  | Loopback            | デジタル・ダウンロード | ガソリンEP   |
| 19th | 2024年 | 11月20日 | 呆然                | デジタル・ダウンロード |              |

### EP
|     | 発売日         | タイトル   | 販売形態                | 販売形態       | 規格品版  | 収録曲 |  |
| --- | -------------- | ---------- | ----------------------- | -------------- | --------- | ------ |  |
| 1st | 2023年2月15日  | Re:CASTLE  | CD＋DVD＋ストーリブック | 完全生産限定版 | DDDR-1003 | 全5曲  |  |
| 2nd | 2024年10月23日 | ガソリンEP | CD                      |                | DDDR-1007 | 全5曲  |  |

### アルバム
|     | 発売日        | タイトル | 規格               | 規格品版  | 収録曲 | 最高位 （オリコン） |
| --- | ------------- | -------- | ------------------ | --------- | ------ | ------------------- |
| 1st | 2022年6月29日 | CASTLE   | 初回限定盤         | DDDR-1001 | 全12曲 | 25位                |
| 1st | 2022年6月29日 | CASTLE   | 通常盤             | DDDR-1002 | 全12曲 | 25位                |
| 2nd | 2023年9月6日  | ＆疾走   | 完全限定生産 BOX盤 | DDDR-1005 | 全10曲 |                     |
| 2nd | 2023年9月6日  | ＆疾走   | 通常盤             | DDDR-1004 | 全10曲 |                     |

### 配信限定アルバム
|     | 配信日         | タイトル                         | 規格                   | 収録曲 |
| --- | -------------- | -------------------------------- | ---------------------- | ------ |
| 1st | 2022年11月11日 | CASTLE Tour 2022 -Live Selection | デジタル・ダウンロード | 全5曲  |

### タイアップ
| 起用年 | 楽曲         | タイアップ                                                                       |
| ------ | ------------ | -------------------------------------------------------------------------------- |
| 2022年 | 劇場         | LINE NEWS VISION 2周年記念ドラマ『上下関係』主題歌                               |
| 2021年 | ダークルーム | Huluオリジナル『未来世紀SHIBUYA』主題歌                                          |
| 2021年 | 断面         | MBSドラマ特区『教祖のムスメ』主題歌                                              |
| 2025年 | 芝居の終焉   | テレビ東京系ドラマプレミア23『財閥復讐〜兄嫁になった元嫁へ〜』オープニングテーマ |
| 2025年 | B.U.G.       | テレビ東京系ドラマプレミア23『レプリカ 元妻の復讐』エンディングテーマ            |

### ミュージックビデオ
| 公開日 | 公開日   | タイトル       | リンク     | 制作                     |
| 年     | 月日     | タイトル       | リンク     | 制作                     |
| ------ | -------- | -------------- | ---------- | ------------------------ |
| 2021年 | 3月31日  | 逃避行         | [ 動画 1 ] | Yusuke Tanaka            |
| 2021年 | 5月26日  | 鬼よ           | [ 動画 2 ] | nagafujiriku(UNDERFINED) |
| 2021年 | 7月10日  | 裏切りについて | [ 動画 3 ] | Takumi Osera(THINGS.)    |
| 2021年 | 8月21日  | 劇場           | [ 動画 4 ] | Takumi Shiga             |
| 2021年 | 3月11日  | ダークルーム   | [ 動画 5 ] | Masanobu Hiraoka         |
| 2022年 | 6月10日  | Virtual Castle | [ 動画 6 ] | Takumi Shiga             |
| 2022年 | 11月７日 | 天国           | [ 動画 7 ] | Sijia LUo / JACKSON kaki |

## ライブ
| 年     | 公演名                                     | 日程     | 会場                    | 備考                                                                                   |
| ------ | ------------------------------------------ | -------- | ----------------------- | -------------------------------------------------------------------------------------- |
| 2021年 | Dios 1st One Man Live "DAWN"               | 12月23日 | 渋谷WWWX                | 初のワンマンライブ                                                                     |
| 2022年 | Dios 1st Tour "CASTLE"                     | 7月20日  | 梅田 CLUB QUATTRO       |                                                                                        |
| 2022年 | Dios 1st Tour "CASTLE"                     | 7月21日  | 名古屋 CLUB QUATTRO     |                                                                                        |
| 2022年 | Dios 1st Tour "CASTLE"                     | 7月23日  | 札幌ペニーレーン24      |                                                                                        |
| 2022年 | Dios 1st Tour "CASTLE"                     | 8月6日   | DRUM Be-1               |                                                                                        |
| 2022年 | Dios 1st Tour "CASTLE"                     | 8月12日  | 豊洲PIT                 |                                                                                        |
| 2023年 | Dios Billboard Live 2023 "CASTLE/Re:BUILD" | 3月27日  | Billboard Live TOKYO    |                                                                                        |
| 2023年 | Dios Billboard Live 2023 "CASTLE/Re:BUILD" | 3月18日  | Billboard Live YOKOHAMA |                                                                                        |
| 2023年 | Dios Billboard Live 2023 "CASTLE/Re:BUILD" | 3月22日  | Billboard Live OSAKA    |                                                                                        |
| 2023年 | Dios Tour2023 "＆疾走"                     | 10月7日  | 仙台Rensa               |                                                                                        |
| 2023年 | Dios Tour2023 "＆疾走"                     | 10月8日  | 札幌PENNY LANE24        |                                                                                        |
| 2023年 | Dios Tour2023 "＆疾走"                     | 10月11日 | 福岡DRUM LOGOS          |                                                                                        |
| 2023年 | Dios Tour2023 "＆疾走"                     | 10月12日 | 広島LIVE VANQUISH       |                                                                                        |
| 2023年 | Dios Tour2023 "＆疾走"                     | 10月19日 | 大阪BIG CAT             |                                                                                        |
| 2023年 | Dios Tour2023 "＆疾走"                     | 10月20日 | 名古屋BOTTOM LINE       |                                                                                        |
| 2023年 | Dios Tour2023 "＆疾走"                     | 10月23日 | 東京Zepp DiverCity      |                                                                                        |
| 2024年 | Dios ＆LIMITED Tour                        | 3月30日  | yogibo META VALLY       | 初の対バンツアー。 大阪はくじら、名古屋はCö shu Nie、東京はDaokoが対バン相手となった。 |
| 2024年 | Dios ＆LIMITED Tour                        | 3月31日  | 名古屋 CLUB QUATTRO     | 初の対バンツアー。 大阪はくじら、名古屋はCö shu Nie、東京はDaokoが対バン相手となった。 |
| 2024年 | Dios ＆LIMITED Tour                        | 4月4日   | Spotify O-EAST          | 初の対バンツアー。 大阪はくじら、名古屋はCö shu Nie、東京はDaokoが対バン相手となった。 |
| 2024年 | Dios ガソリンツアー2024                    | 11月5日  | 仙台Rensa               | 最終日のLINE CUBE SHIBUYAは初となるホール公演                                          |
| 2024年 | Dios ガソリンツアー2024                    | 11月11日 | 名古屋DIAMOND HOLL      | 最終日のLINE CUBE SHIBUYAは初となるホール公演                                          |
| 2024年 | Dios ガソリンツアー2024                    | 11月12日 | 大阪GORILA HOLL         | 最終日のLINE CUBE SHIBUYAは初となるホール公演                                          |
| 2024年 | Dios ガソリンツアー2024                    | 11月14日 | 福岡DRUM LOGOS          | 最終日のLINE CUBE SHIBUYAは初となるホール公演                                          |
| 2024年 | Dios ガソリンツアー2024                    | 11月17日 | 札幌PENNY LANE 24       | 最終日のLINE CUBE SHIBUYAは初となるホール公演                                          |
| 2024年 | Dios ガソリンツアー2024                    | 11月19日 | LINE CUBE SHIBUYA       | 最終日のLINE CUBE SHIBUYAは初となるホール公演                                          |

### 出演イベント
- OFF THE WALL HARAJUKU BASE（2021年12月9日、Vans Store Harajuku）[19]
- IMAIKE GO NOW 2022（2022年3月27日、今池ライブサーキット）[20]
- OSAKA GIGANTIC MUSIC FESTIVAL 2022 SPIN-OFF THE BONDS 2022 -GIGANTIC TOWN MEETING-（2022年5月3日、梅田クラブクアトロ）[21]
- MUSIC FLAGS（2022年5月14日、EX THEATER ROPPONGI）[22]
- CLAPPERBOARD -Enjoy the weekend!-Vol.7（2022年5月26日、東京・渋谷CLUB QUATTRO）[23]
- MAKE A BOOM#1 -multicolor（2022年11月9日、東京・渋谷 WWWX）[24]
- MEGA☆ROCKS（2022年10月１日）-たなかの新型コロナウイルス感染により出演キャンセル[25]
- 年末調整GIG2022（2022年12月9日、名古屋CLUB QUATTRO）[26]
- ヒプノシスマイク -Division Rap Battle- 8thLIVE <<CONNECT THE LINE>> to Fling Posse（2023年1月21日、Gメッセ群馬）[27]
- FM NORTH WAVE & WESS PRESENTS IMPACT!XIX supported by アルキタ（2023年4月1日、Zepp Sapporo）[28]
- SYNCHRONICITY'23（2023年4月2日、SHIBUYA O-EAST）[29]
- 眉村ちあきの音楽隊EP3 列島を立ち昇る 一角獣の誘い（2023年4月21日、名古屋ダイヤモンドホール）[30]
- ARABAKI ROCK FEST.23（2023年4月29日、HANAGASA STAGE）[31]
- VIVA LA ROCK2023（2023年5月4日、CAVE STAGE）[32]
- OSAKA NIGHT PARADE（2023年6月17日、大阪城野外音楽堂）
- RISING SUN ROCK FESTIVAL 2023（2023年8月12日、def garage）[33]
- 29th Sunset Live 2023 -Love & Unity-（2023年9月3日、芥屋海水浴場 特設ステージ）[34][35]

### 動画出典
1. ↑  Dios (2021-03-31), Dios-逃避行（Dios-"Runaway" Official Music Video） 2023年7月4日閲覧。
2. ↑  Dios (2021-05-26), Dios-鬼よ（My Inner Demons/Lyric Music Video） 2023年7月4日閲覧。
3. ↑  Dios (2021-07-10), Dios-裏切りについて（Dios-Betrayal/Official Music Video） 2023年7月4日閲覧。
4. ↑  Dios (2021-08-21), Dios-劇場（Dios-Theater/Official Music Video） 2023年7月4日閲覧。
5. ↑  Dios (2022-03-11), Dios-ダークルーム（Dios-Darkroom/Official Music Video） 2023年7月4日閲覧。
6. ↑  Dios (2022-06-10), Dios-Virtual Castle（Official Audio Video） 2023年7月4日閲覧。
7. ↑  Dios (2022-11-07), Dios-天国（Dios-Heaven） 2023年7月4日閲覧。